# Editura Triskelion
Editura Triskelion este o editură de carte înființată în anul 2010, care publică cărți din domeniul BDSM / Fetish / Sexualitate alternativa.